# DERAYD
DERAYD（デライド）はCLAMP作の漫画。1989年12月22日に新紀元社から発刊された。1993年発刊の新装版では秋山たまよ名義のみとなっている。全1巻。

## 概要
CLAMPの初の商業単行本。CLAMP.netによれば秋山たまよ・作画、大川七瀬・原作であり、前述したように1989年12月発刊はCLAMP名義であるが、1993年発刊の新装版は秋山たまよ名義になっている。

## あらすじ
月が2つになった時、電車に乗っていたケンジは異世界・ヴェノールへと召喚された。ケンジは「2つの月がぶつかる時、東京もヴェノールも無と化していく」という話を聞き、剣士ラディンと妖精ビクシーと共に2つの世界を守ろうとする。

## 発刊
- DERAYD 界境天秤の月、CLAMP、1989年12月22日、新紀元社、ファンタジーコミック、ISBN 4-915146-18-9
- DERAYD、秋山たまよ、1993年3月20日、新紀元社、GOKIGEN COMICS、ISBN 978-4-883174-05-8、新装版